# Стоинешти (Арад)
Стоинешти (рум. Stoinești) је насељено место општине Краива у жупанији Арад у Румунији. Према попису из 2021 године било је 123 становника. 

## Становништво
Према попису становништва из 2011. године у насељу је живело 173 становника. 
| Етнички састав према попису из 2011. године‍ | Етнички састав према попису из 2011. године‍ | Етнички састав према попису из 2011. године‍ | Етнички састав према попису из 2011. године‍ | Етнички састав према попису из 2011. године‍ |
| ------------------------------------------- | ------------------------------------------- | ------------------------------------------- | ------------------------------------------- | ------------------------------------------- |
|                                             |                                             |                                             |                                             |                                             |
| Румуни                                      | Румуни                                      |                                             | 169                                         | 97,7%                                       |
| Роми                                        | Роми                                        |                                             | 2                                           | 1,2%                                        |